# Arctociònids
Els arctociònids (Arctocyonidae) foren una família de mamífers prehistòrics que visqueren entre el Cretaci superior i l'Eocè mitjà. Se n'han trobat restes fòssils als Estats Units, Bèlgica, el Canadà, Espanya, Alemanya, França, el Regne Unit i la Xina.